# 익산 남중동 오층석탑
익산 남중동 오층석탑은 전북특별자치도 익산시 남중동에 있다. 2002년 12월 14일 익산시의 향토유적 제12호로 지정되었다.

## 개요
탑은 기단부와 5층의 탑신부, 상륜부로 구분된다. 기단부는 기단갑석만 남아있는 상태이며, 탑신부는 1층에서부터 5층까지 완만한 체감을 보이나 기단갑석이 1층 옥개석의 넓이와 간아 안정감이 적어지고 고준해지는 고려시대 석탑의 특징을 보여 준다. 상륜부는 탑신 정상에 노반과 앙화, 수연이 1매석으로 큼지막하게 표현되어 있다.